# Antaeopolis
| S33 | G43 | O49 |

| S33 | G43 | O49 |

Antaeopolis (Tjebou, Ṯbw en ancien égyptien) est l'ancienne capitale du 10e nome de Haute-Égypte, le nome du Cobra, située sur la rive droite du Nil.
La nécropole située à proximité était nommée Djou-Qa (Ḏw-ḳȝ).
Ce nom d'Antaeopolis lui a été donné à la période ptolémaïque d'après sa divinité tutélaire, le dieu Nemty connu sous le nom hellénisé Antaeus.

## Histoire

Statue du gouverneur Ouahka, fils de Néferhotep, d'Antéopolis, entre 1976 et 1794 av., Moyen Empire. Museo Egizio, Turin.

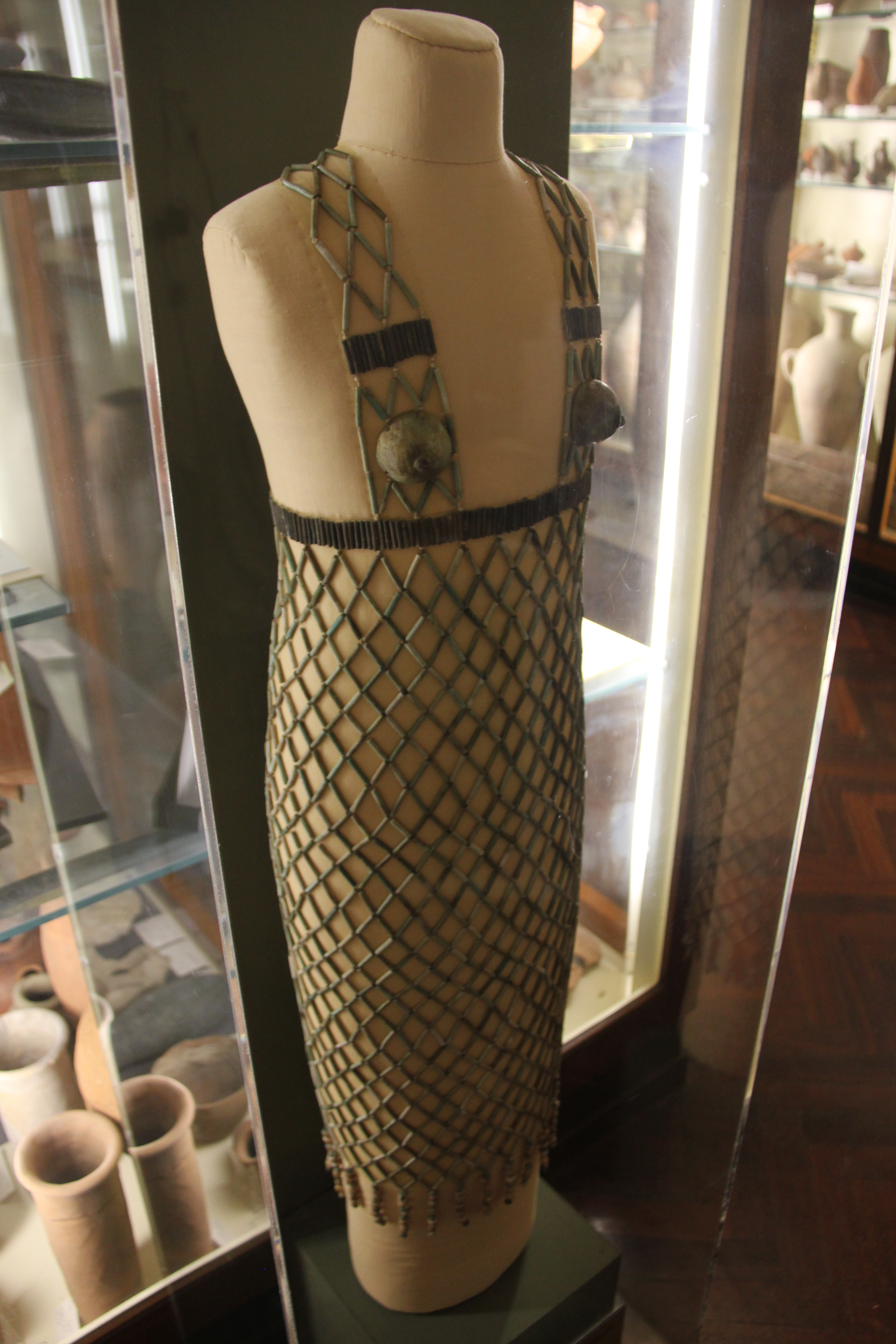
Robe en filet de perles (UC17743) découverte en 1923–1924 sur le site, Musée Petrie d'archéologie égyptienne.

Plusieurs grands complexes funéraires en terrasse à Tjebou, construits par les fonctionnaires du 10e nome au cours des XIIe et XIIIe dynasties, représentent l'apogée de l'architecture funéraire non royale du Moyen Empire.
Des cimetières de différentes dates ont également été découverts dans la région. La tombe du gouverneur local May date du Nouvel Empire. 
Un grand temple ptolémaïque de calcaire de Ptolémée IV Philopator et Arsinoé III, agrandi et restauré sous Ptolémée VI Philométor puis Marc Aurèle, a été décrit dans la Description de l'Égypte puis a été détruit dans la première moitié du XIXe siècle en raison d'une série de crues du Nil. Le temple de cette ville était grand, comparativement parlant - un pronaos à dix-huit colonnes, avec une salle hypostyle à douze colonnes précédant la salle du vestibule, le sanctuaire intérieur, et deux salles latérales de taille égale. L'édifice était principalement dédié à Nemty, qui représentait une fusion guerrière de Seth et Horus.
Nephtys était la déesse principale qui était vénérée dans ce temple, ou peut-être dans un sanctuaire annexe, comme étant la contrepartie féminine de Nemty. Un prêtre de Nephtys est attesté à Tjebou. Des blocs de ce temple furent ensuite utilisés pour la construction du palais d'Ibrahim Pacha, à Assiout. Il en reste un naos en granit, précédé d'un pronaos de dix-huit colonnes en forme de palmier, et un linteau comportant une dédicace grecque de Ptolémée VI et de Cléopâtre II.
Dans les carrières à flanc de falaise non loin du site antique, les visiteurs peuvent voir des reliefs remarquables de Nemty et de Nephtys. En même temps, le site a de nouveau attiré l'essentiel de son intérêt puisque les archéologues du XIXe et du début du XXe siècle ont étudié le labyrinthe de tombes relativement bien conservées de la région.
Dans l'Église catholique, Antaeopolis est le siège d'un évêché titulaire.

## Source partielle
Marie-Nicolas Bouillet  et Alexis Chassang (dir.), « Antaeopolis » dans Dictionnaire universel d’histoire et de géographie, 1878 (lire sur Wikisource)